# Uning Gelung
Uning Gelung is een bestuurslaag in het regentschap Gayo Lues van de provincie Atjeh, Indonesië. Uning Gelung telt 397 inwoners (volkstelling 2010).